# Amalie Haizinger

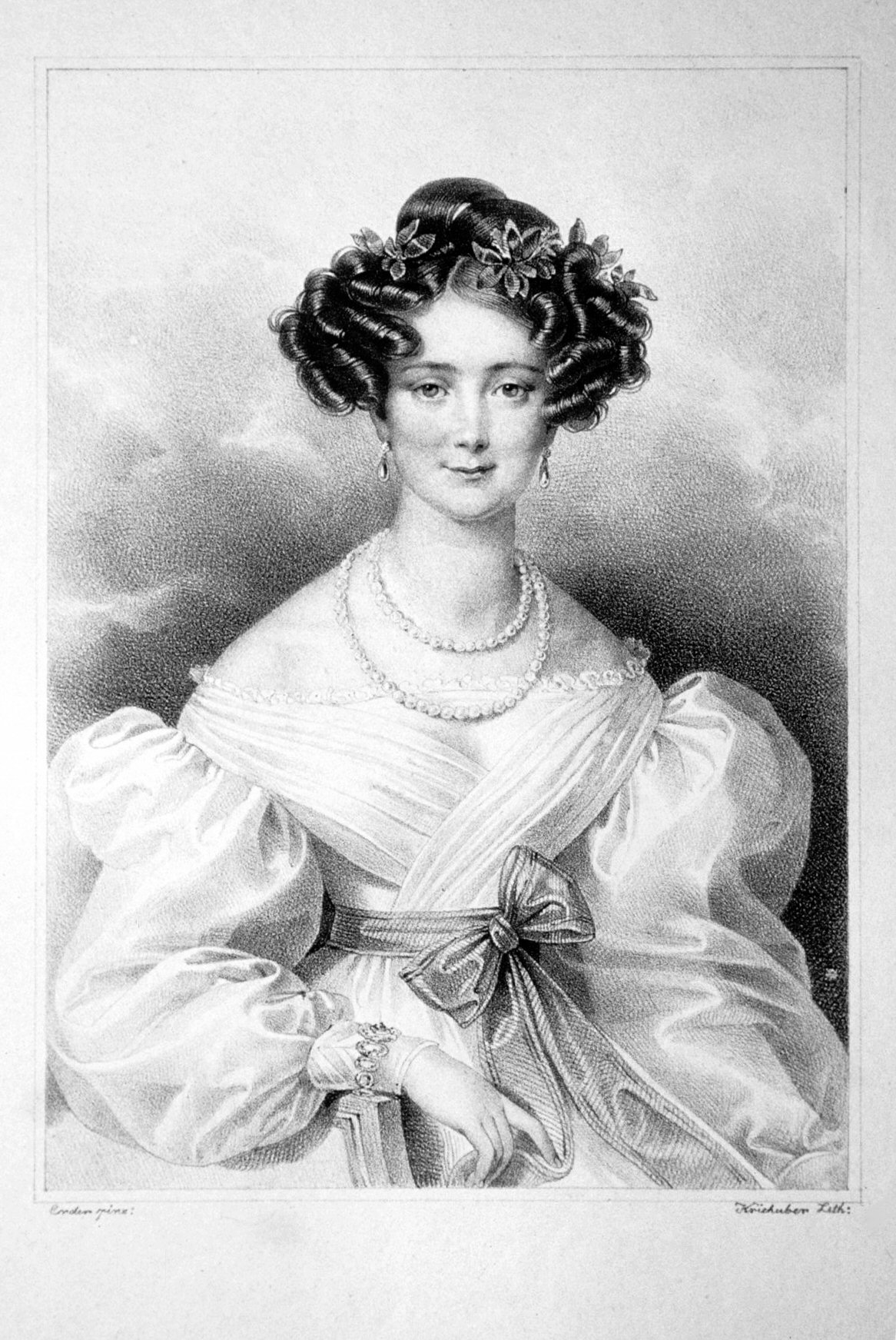
Amalie Haizinger, litografi av Josef Kriehuber, omkring 1830.

Amalie Haizinger (Neumann-Haizinger), född 6 maj 1800, död 10 augusti 1884, var en tysk skådespelerska.
Haizinger började redan 1818 sina av lysande framgång krönta gästspel, som hon från 1829 utsträckte till Paris, London, och Sankt Petersburg, och var från 1846 anställd vid Burgteatern i Wien. Haizinger var i yngre dagar en tjusande framställarinna av den unga flickan, såväl i skådespelet som i komedin och sångspelet, och övergick i tid med strålande humor och oförminskat behag till komedins äldre fack. Haizinger var i sitt andra giftmål gift med den österrikiske tenoren Anton Haizinger (1796-1869), anställd vid Theater an der Wien 1821-26 och vid hovteatern i Karlsruhe 1826-50 och från 1828 en firad gäst i Paris och London.